# Laodicea fijiana
Laodicea fijiana är en nässeldjursart som beskrevs av Agassiz och Mayer 1899. Laodicea fijiana ingår i släktet Laodicea och familjen Laodiceidae. Inga underarter finns listade i Catalogue of Life.